# Антипинская (Заборское сельское поселение)
Антипинская — деревня в Тарногском районе Вологодской области.
Входит в состав Заборского сельского поселения, с точки зрения административно-территориального деления — в Лохотский сельсовет.
Расстояние до районного центра Тарногского Городка по автодороге — 27 км, до центра муниципального образования Красного по прямой — 12 км. Ближайшие населённые пункты — Клевцовская, Алферовская, Дуброва, Пахотино, Никитиха.
По переписи 2002 года население — 9 человек.